# Jamie Chamberlain
Jamie Chamberlain (* 2. August 1981 in Sarnia, Ontario) ist ein kanadischer Eishockeyspieler, der 2012 seine Profikarriere bei den EC Hannover Indians in der 2. Bundesliga beendet hat.

## Karriere
Jamie Chamberlain begann seine Karriere als Eishockeyspieler in der kanadischen Juniorenliga Ontario Hockey League, in der er von 1998 bis 2002 für die Peterborough Petes und Kingston Frontenacs aktiv war. In diesem Zeitraum wurde er im NHL Entry Draft 1999 in der neunten Runde als insgesamt 265. Spieler von den Dallas Stars ausgewählt, für die er allerdings nie spielte. Stattdessen verbrachte er vier Jahre in der Mannschaft der University of Western Ontario im kanadischen Collegesportverband Canadian Interuniversity Sport, ehe er gegen Ende der Saison 2005/06 sein Debüt im professionellen Eishockey für die Reading Royals aus der ECHL gab. Für diese erzielte der Rechtsschütze in insgesamt sieben Spielen drei Tore und gab zwei Vorlagen. 
Im Sommer 2006 wurde Chamberlain von den Hannover Indians aus der Oberliga verpflichtet, mit denen er als Meister in der Saison 2008/09 in die 2. Bundesliga aufstieg. 

## Erfolge und Auszeichnungen
- 2009 Oberliga-Meister und Aufstieg in die 2. Bundesliga mit den Hannover Indians